# William Coffin Coleman
William Coffin Coleman (ur. 21 maja 1870 w Chatham, zm. 2 listopada 1957 w Wichita) – amerykański przedsiębiorca i wynalazca.

## Życiorys
William Coffin Coleman był synem Roberta Russella Colemana (1828–1882) i Julii N. Coleman (1840–1897). Urodził się w 1870 roku w Chatham pod Nowym Jorkiem, ale już w następnym roku rodzina przeniosła się do hrabstwa Labette w Kansas. W 1881 roku Coleman stracił ojca, więc w celu wsparcia rodziny porzucił edukację i rozpoczął pracę jako sprzedawca. Starał się zostać prawnikiem i na ten cel odkładał część zarobków. Pracę kontynuował także w czasie studiów. Gdy jako akwizytor sprzedawał maszyny do pisania w New Brockton w Alabamie, zetknął się z lampami podobnymi do lampy naftowej, które nie były zasilane naftą, a benzyną. Zainteresowany urządzeniem zmienił branżę i otworzył serwis naprawy lamp Hydro-Carbon Light Company. Wkrótce potem, w związku z zainteresowaniem konsumentów, kupił patent na lampę i rozpoczął pracę nad własnymi udoskonaleniami, zmierzającymi do zminimalizowania awaryjności. Niedługo potem wprowadził do sprzedaży własną lampę pod marką Coleman Arc Lamp. W 1901 roku ożenił się z Fanny Sheldon i przeniósł do Wichita. 
W 1914 roku Coleman wprowadził do sprzedaży kolejny model lampy, który dawał więcej światła niż inne modele na rynku. Produkt spotkał się z dużym zainteresowaniem, był bowiem pierwszą lampą, która mogła pracować na otwartym powietrzu niezależnie od pogody. Jego lampa była na tyle dobra, że już rok później amerykański rząd wprowadził ją na wyposażenie armii. Dzięki opracowaniu tego modelu Coleman odniósł rynkowy sukces i zaczął myśleć o rozszerzeniu asortymentu. W 1923 roku firma Colemana rozpoczęła produkcję dwupalnikowej kuchenki turystycznej pod marką Coleman Camp Stove. Urządzenie także stało się popularne wśród Amerykanów, głównie dzięki szybkiemu, trwającemu dwie minuty, uruchamianiu. Z czasem Coleman opracował mniejszą i lżejszą kuchenkę, która weszła na wyposażenie amerykańskich żołnierzy walczących na frontach II wojny światowej. W latarnie Colemana wyposażona była wyprawa polarna adm. Richarda Byrda.
Sposób kierowania firmą przez Colemana nie powodował sporów z załogą, aż do jego śmierci pracownicy nigdy nie wszczęli strajku.
Coleman zmarł w Wichita w 1957 roku w wieku 87 lat i został pochowany na tamtejszym cmentarzu Old Mission Mausoleum.

## Życie prywatne
Od 1901 roku żonaty z Fanny Sheldon (1872–1965), miał z nią dwoje dzieci: Roberta Sheldona (1901–1988) i Clarence'a Williama (1909–1992).